# Protogrammus sousai
Protogrammus sousai là một loài cá biển thuộc chi Protogrammus trong họ Cá đàn lia. Loài này được mô tả lần đầu tiên vào năm 1972.

## Phân loại
P. sousai trước đây xếp trong chi Callionymus với danh pháp khoa học là Callionymus sousai. Năm 1985, nhà ngư học Ronald Fricke đã xếp C. sousai vào một chi mới trong họ Cá đàn lia, Protogrammus.

## Phân bố và môi trường sống
P. sousai có phạm vi phân bố ở Trung Đại Tây Dương. Loài này được biết đến qua 4 tiêu bản được thu thập trên ngọn núi ngầm Meteor Lớn (gần Azores) vào năm 1967, và nhiều mẫu vật khác cũng đã được thu thập trong cùng khu vực. P. sousai sống trên đáy cát và bùn, được tìm thấy ở độ sâu từ 310 đến −320 mét (1.020 đến −1.050 ft).

## Mô tả
Chiều dài tối đa được ghi nhận ở cá trưởng thành là khoảng 8 cm. Màu sắc của các mẫu tiêu bản đã được bảo quản trong rượu: Đầu và thân có màu vàng, và không có bất kỳ vệt đốm nào. Mắt có màu xám đậm. Vây lưng chẻ đôi, vây thứ nhất trong suốt, sẫm hơn ở phần gốc vây và gần rìa. Ở cá mái, vây lưng thứ nhất có thêm một vài đốm đen. Các vây còn lại của hai giới đều trong suốt. P. sousai là loài dị hình giới tính: Cá đực có vây lưng thứ nhất vươn cao hơn cá mái, và hình dáng khác nhau ở vây lưng thứ hai.
Số gai ở vây lưng: 4; Số tia vây mềm ở vây lưng: 9; Số gai ở vây hậu môn: 0; Số tia vây mềm ở vây hậu môn: 8; Số tia vây mềm ở vây ngực: 20 – 21; Số gai ở vây bụng: 1; Số tia vây mềm ở vây bụng: 5.